# بيتري أوربو
بيتري أوربو (مواليد 3 نوفمبر 1969) هو سياسي فنلندي، يشغل حاليًا منصب رئيس وزراء فنلندا منذ يونيو 2023. وفي السابق، شغل عدة مناصب منها نائب رئيس وزراء فنلندا من 2017 -2019 ووزير المالية من 2016 حتى 2019 ووزير الزراعة والغابات من 2014 حتى 2015 ووزير الداخلية من 2015 حتى 2016.